# راؤول بينيا
راؤول بينيا (بالإسبانية: Raúl Peña)‏ (و. 1977 – م) هو ممثل، ومغني، وممثل مسرحي، وممثل تلفزيوني، من إسبانيا، ولد في مدريد.

## جوائز
حصل على جوائز منها:
- الصليب الأعظم للنيشان المدني لألفونسو العاشر الحكيم.

## وصلات خارجية
- راؤول بينيا على موقع IMDb (الإنجليزية)
- راؤول بينيا على موقع ألو سيني (الفرنسية)
- راؤول بينيا على موقع أول موفي (الإنجليزية)
- راؤول بينيا على موقع قاعدة بيانات الفيلم (الإنجليزية)
- راؤول بينيا على موقع كينوبويسك (الروسية)